# ノヴォ・サラエヴォ
ノヴォ・サラエヴォ（ボスニア語:Novo Sarajevo、クロアチア語:Novo Sarajevo、セルビア語:Ново Сарајево）は、ボスニア・ヘルツェゴビナの基礎自治体。ボスニア・ヘルツェゴビナを構成する構成体であるボスニア・ヘルツェゴビナ連邦の、サラエヴォ県にあり、サラエヴォの一部を構成している。

## 人口動態

### 1971年
合計: 111.811人
- セルビア人 - 45.806人 (40,96%)
- ムスリム人 - 37.147人 (33,22%)
- クロアチア人 - 17.491人 (15,64%)
- ユーゴスラビア人 - 5.798人 (5,18%)
- その他 - 5.569人 (5,00%)

### 1991年
サラエヴォ包囲前の時点で、ノヴォ・サラエヴォには95,089人の人口があり、うち33,902人はボシュニャク人（ムスリム人、35.7%）、32,899人はセルビア人（34.6%）、8,798人はクロアチア人（9.3%）、15,580人はユーゴスラビア人（16.4%）、4,391人はその他（4.6%）であった。

### 2002年
2002年の政府による推計では、ノヴォ・サラエヴォ基礎自治体の人口は74,493人であり、うち88%はボシュニャク人、6%はセルビア人、6%はクロアチア人である。

## 地理と歴史
ノヴィ・グラード同様に、ノヴォ・サラエヴォは、サラエヴォにおける1960年代および1970年代の急成長の産物である。ノヴォ・サラエヴォはサラエヴォ盆地の中央に位置し、領域の多くはミリャツカ川（Miljacka）の北岸の、ノヴィ・グラードとツェンタルの間に位置している。
サラエヴォ包囲の前、ノヴォ・サラエヴォの面積は47.6km²であり、うち41.6%は森林、17.5%は草地、13.5%は商業・都市化地区、10.4%は牧草地、8.4%は耕作地、13.5%は庭園であった。サラエヴォ包囲の後、ノヴォ・サラエヴォの領域のうち、非居住地、非都市部を主体とする75%はスルプスカ共和国に割譲されてイストチノ・ノヴォ・サラエヴォとなり、ノヴォ・サラエヴォの面積は11.43km²へと縮小された。その結果、ノヴォ・サラエヴォには都市部のみが残り、サラエヴォで最も人口密度の高い自治体となった。その人口密度はおよそ7524人/km²である。
ノヴォ・サラエヴォは、サラエヴォの商業とビジネスの中心となっている。この地区には、多くの企業の拠点が置かれている。

## 施設
- Bosmal City Center
- Church of Sveto Preobraženje
- Grbavica Stadium